# بخش سن-ژولیان-آن-ژانوا
بخش سن-ژولیان-آن-ژانوا (به فرانسوی: Arrondissement de Saint-Julien-en-Genevois) یک بخش در فرانسه است که در اوت سووآ واقع شده‌است.